# 唐朝におけるイスラーム
唐朝におけるイスラーム（とうちょうにおけるイスラーム）は、中国におけるイスラームの歴史の最初期である。651年に正統カリフが送った使節が唐を訪れたことでイスラームが中国に伝来したとされる。
その後はアラビア人やペルシア人商人が陸路や海路で唐を訪れ、「胡人」や「蕃客」と呼ばれた彼らが広州や長安で商業活動を行うことでイスラームは自然に唐へ広まっていった。742年には中国最古のモスクである西安大清真寺が建立された。

## 名称
中国においてイスラームやムスリムは「回教」「回民」をはじめ様々な呼称をされるが、唐朝においてはイスラームは「大食法」と、西アジアから来たムスリムは「胡人」や「蕃客」と呼称された。

## 歴史

### 起源
中国にイスラームが伝来した時期については多くの議論があるが、唐の正史である『唐書』によると651年（永徽2年）に大食国（アラブ）が使者を派遣したという記述があり、これをもってイスラームの伝来とされている。第3代正統カリフであるウスマーンが派遣した使節がこれにあたるとされる。しかし、当時は東西の交通は盛んであったため、651年より前から中国でイスラームを信仰していた者がいたであろうとされている。それから798年（貞元14年）にかけて使者は37回以上訪れたとされている。そのなかで712年に皇帝に謁見したウマイヤ朝の使者は「アッラーに対して礼拝するのみで王に対しては礼拝の法がない」として跪拝を行わなかったという。

### 唐とアッバース朝との接触

8世紀前半の唐

ムハンマドが死去した後、イスラームの勢力圏は拡大し、元々は唐に属していたアムールやシルの各部族にまで勢力が及んだ。750年（天宝9年）、唐の将軍である高仙芝は、タシュケント（石国）の王が藩臣の礼をなさなかったことを口実にタシュケントを攻撃した。王は殺害され、タシュケント王子はアッバース朝に救援を要請した。アッバース朝は唐へ向けて軍勢を進め、それに対して高仙芝は3万の兵を従えてタラス城に至った。唐の軍勢とアッバース朝の軍勢は5日間にらみ合ったが、唐の一部の軍勢がアッバース朝に寝返り、高仙芝はアッバース朝と離反兵と挟み撃ちにされて大敗した。アッバース朝のこの勝利は中央アジアのイスラーム化につながったが、アッバース朝が中国内地に進出することはなかった。
その後、唐とアッバース朝は妥協し互いに使節を送りあった。756年、節度使の安禄山が反乱を起こした。この安史の乱では、唐がアッバース朝に援軍を乞い、アッバース朝からは1,000人余りの兵が派遣された。これらの兵は乱が鎮圧された後も帰国せず、長安近辺の地域を居留地として与えられてそこに定住した。また、乱の最中、首都長安では4,000人以上のムスリムが身動きが取れなくなったという。安史の乱に乗じて吐蕃が唐の西方を占領したことで唐と西域との交通が断たれることとなった。

### ムスリムの虐殺
760年に起きた宋州刺史の反乱の際、揚州の外国商人数千人が殺害された。また、879年の黄巣の乱が広州に及んだ際、ムスリムやユダヤ教徒、ゾロアスター教徒が12万人から20万人殺害されたといわれている。これらの虐殺は、彼らが異教徒であるからでも組織的な脅威であるからでもなく、単に彼らの財宝が目的だった。

### 会昌の廃仏
845年に武帝によって仏教などすべての外来宗教が首都長安から追放された。これによって中国におけるマニ教は勢力を大幅に失い、ゾロアスター教はほとんど消滅したが、イスラームは職業宗教家がいなかったことも幸いして追放されることはなかった。

## 社会

### 蕃坊
唐を訪れたムスリムは毎日の礼拝や漢民族との文化の差から自然に一つの地域に集まっていった。唐はこれを蕃坊とし、蕃坊内の争いを処理するために徳や人望があるムスリムを一人「蕃長」に任命した。また、ムスリム間の係争を裁定するために法官が任命され、イスラームの戒律にのっとって判決が行われた。唐の法律である『唐律』には「外国人が、同類の間で案件を起こした場合は、本俗法によって処理し、異類の場合には法律によって処理する」と記されている。851年（大中5年）に中国を旅行したアラブ商人スライマーンは広州の蕃坊について以下のように記した。
広州には、イスラム教の管理者が一人おり、モスクも一ヶ所ある。各地から来たイスラム教の商人が、広州に多く住んでいるため、中国の皇帝は、一人のイスラム教の裁判官を任命し、イスラム教の風俗によってムスリムたちを治めさせるようにした。—スライマーン
元代に広州を訪れたイブン・バットゥータは以下のように記した。
この大都市の一部にはイスラーム教徒の街がある、彼らは同地に寺院・旅舎・及び市場を有する。さらに法官と教長を置いて居る。ただこの都市以内に限らず、大凡イスラーム教徒の在留する核としには、均しく法官と教長とが居る。—イブン・バットゥータ
広州の蕃坊では本国のカリフの名を読み上げて金曜礼拝が行われた。
安史の乱で吐蕃が唐と西域との交通を断ったことにより、やむを得ずに長安に取り残された胡人や蕃客は役所からの給与に頼って生活していた。それから何十年が経過した徳宗の時代に、このような優遇を享受したまま長期滞在している外国人が問題になり、宰相の李泌が戸籍を調査したところ4,000人余りの蕃客や胡人が長安に定住していることが判明した。李泌はこれに対し給与を停止するように命じ、「外国の使者の身分で、首都に何十年もいて、帰ろうとしないものがいるか。直ちに国に帰るか、あるいは職について俸給を得るか決定しなさい。」と述べた。これを受けた胡人や蕃客は、十数人を除いてほとんどが仕事を得てそのまま長安に居留した。

### ムスリムの中国化
蕃客や胡人と漢族との結婚は禁止されることはなく、混血が進んだ。中国風の名前へと改姓が進み、本籍の国名を名字にしたために新たな苗字が誕生した。蕃客や胡人の中国化は進み、なかには出身地や母語を忘れて完全に漢族を融合したものもいた。

## 経済
中国を訪れたムスリムは交易を第一の目的としていた。彼らは高い文化や商業ノウハウを持つアラブ人やペルシア人であり、唐からしたら無視できない存在であった。長安の商業はアラブ人とペルシア人が牛耳っていたが、743年（天宝3年）に玄宗によって下された勅令により西域との経済的絶交が実行され、ムスリム商人は海路で中国を訪れざるを得なくなった。

## 文化

### 製紙法の西伝
後漢の時代に蔡倫が発明した製紙法は、751年のタラス河畔の戦いで西洋に伝わることとなった。戦いに敗れて捕虜になった中国人には製紙職人が数名含まれていた。製紙法は彼らが移送されたサマルカンドからアッバース朝に伝わり、それがヨーロッパなどさらに西にも伝わっていった。また、中国の絵画や繊維も同様に西伝した。

### 建築
ムスリムが多く居住していた広州や首都長安にはモスクが建てられた。742年（天宝元年）には中国最古のモスクとされる西安大清真寺が建立された。また、広州には中国最古のイスラーム建築である懐聖寺が建立された。